# Neomysis czerniawskii
Neomysis czerniawskii är en kräftdjursart som beskrevs av Alexander Nikolaevich Derzhavin 1913. Neomysis czerniawskii ingår i släktet Neomysis och familjen Mysidae. Inga underarter finns listade i Catalogue of Life.